# The Tale of Peter Rabbit
A História de Pedro Coelho, também traduzido como A História do Coelho Pedro ou A história do Pedrito Coelho(em inglês: The Tale of Peter Rabbit), é um livro infantil britânico escrito e ilustrado por Beatrix Potter que descreve as peripécias do jovem Pedro, um coelho maroto e desobediente, quando é perseguido no jardim do Sr. McGregor. Pedro consegue escapar e regressar a casa da sua mãe que o põe na cama depois de o acalmar com um chá de camomila. O conto foi escrito para o filho de Annie Carter Morre, ex-governanta de Beatrix, Noel Moore, de cinco anos de idade, em 1893. Foi revisto e auto-publicado por Beatrix, em 1901, depois de várias editoras se terem recusado a imprimir a história; em 1902, uma editora, a Frederick Warne & Co, aceitaria imprimir o livro. O livro foi um sucesso, e foram várias as edições impressas nos anos que se seguiram à sua primeira edição no mercado. O livro foi traduzido em 36 línguas, e, com 45 milhões de cópias vendidas, é um dos livros com mais vendas de sempre.
Ao longo das décadas seguintes, o livro deu origem a vários produtos relacionados, tanto para crianças como para adultos, como brinquedos, vídeos, pratos, comidas e roupas, entre outros. Beatrix Potter foi uma das primeiras escritoras a fazer merchandising quando patenteou o boneco da personagem principal da história, Peter Rabbit, em 1903, seguindo-se um jogo de mesa do mesmo personagem.

## Sinopse
O livro conta a história de uma família de coelhos antropomórficos cuja mãe, já viúva, protege os seus filhos de entrarem no jardim do Sr. McGregor, onde este cultiva os seus vegetais, dizendo-lhes: "o vosso pai teve um acidente ali; foi colocado numa torta pela Sra. McGregor. Enquanto que as suas três filhas evitam, de forma obediente, entrar no jardim, indo, em vez disso, apanhar amoras em outro local, o seu filho traquina Pedro entra no jardim para apanhar vegetais. Pedro acaba por comer demasiados vegetais e vai à procura de salsa para curar as suas dores de estômago. No entanto, Pedro é visto pelo Sr. McGregor e perde o seu casaco e os seus sapatos enquanto tenta fugir. Esconde-se num regador que estava num barracão, mas é de novo descoberto e foge, só que desta vez perde-se. Depois de passar despercebido por um gato, Pedro vê o portão por onde entrou no jardim, e dirige-se para lá, apesar de ser visto e perseguido pelo Sr. McGregor novamente. Pedro tem alguma dificuldade em passar pelo portão, mas consegue fugir do jardim, e depara-se com o espantalho do jardim que veste as suas roupas. Depois de regressar a casa, Pedro, adoentado, é mandado para a cama pela sua mãe; enquanto que as suas três irmãs recebem um bom jantar de leite, pão e amoras, Pedro tem de beber um chá de camomila.

## Composição
O conto foi inspirado num pequeno coelho que Beatrix tinha quando era pequena, ao qual deu o nome de Peter Piper. Ao longo dos anos 1890, Beatrix enviou cartas com histórias ilustradas à ex-governanta dos seus filhos, Annie Moore, e, em 1900, Moore, vendo o potencial comercial das histórias de Beatrix, sugeriu-lhe que as compilasse em livros. Beatrix Potter gostou da sugestão e, pedindo-lhe emprestada toda a sua correspondência, (a qual tinha sido bem guardada por Moore), seleccionou uma carta escrita em 4 de Setembro de 1893  ao seu filho Noel, de cinco anos de idade, que contava a história de um coelho chamado Peter (Pedro). A biógrafa de Beatrix Potter, Linda Lear, explica: "A carta original era demasiado pequena para elaborar um livro, e então ela [Beatrix Potter] acrescentou algum texto e ilustrações a preto-e-branco...tornando-o mais interessante. Esta alterações abrandaram o ritmo da história, acrescentaram intriga e deram-lhe uma maior percepção de passagem do tempo. Em seguida, ela copiou-o para um livro de exercícios de capa dura, e pintou um frontespício colorido mostrando a Sra. Coelho a dar um chá de camomila a Pedro".

## História da publicação do livro

### Edição do autor

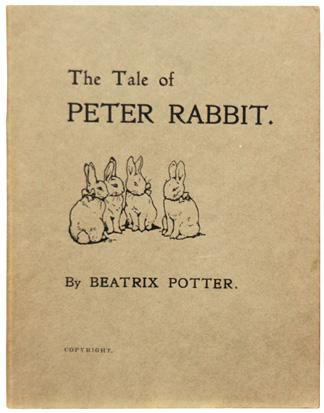
Capa da edição de autor de 1901

De acordo com as explicações de Lear, Beatrix Potter intitulou a história como The Tale of Peter Rabbit and Mr. McGregor's Garden e enviou-a aos editores, mas o "seu manuscrito foi devolvido ... incluindo Frederick Warne & Co. ... que quase uma década antes tinha mostrado algum interesse  no seu trabalho. Alguns editores queriam um livro com menos páginas, outros com mais. Mas a maioria queria ilustrações a cores o que, por volta de 1900, era popular e financeiramente acessível". As várias recusas deixaram Beatrix Potter frustrada, que sabia, agora, exactamente como o seu livro devia ser (ela tinha adoptado o formato e estilo de The Story of Little Black Sambo de Helen Bannerman) "e quanto ele custaria". Beatrix decidiu publicar o livro às suas custas e, em 16 de Dezembro de 1901, as primeiras 250 cópias da sua edição privada "estavam prontas para serem distribuídas à sua família e amigos".

### Primeira edição comercial
Em 1901, de acordo com Lear, um poeta e amigo da família Potter, o cónego Hardwicke Rawnsley, fez uma revisão ao conto tornando-o "num verso didáctico e enviou-o, juntamente com as ilustrações de Beatrix, metade do manuscrito revisto, para a  Frederick Warne & Co.," uma das primeira editoras a recusar publicar a história. Os editores da Warne recusaram a versão de Rawnsley "mas pediram para ver o manuscrito completo de Beatrix" – dado o seu interesse na oportunidade de The Tale of Peter Rabbit competir com o bem-sucedido Little Black Sambo de Helen Bannerman, e com outros pequenos contos infantis no mercado. Quando Warne questionou a falta de cor na ilustrações do livro, Beatrix respondeu coelhos castanhos e verdes não eram adequados para colorir. Warne rejeitou o livro para não negou a possibilidade de uma futura publicação.
Warne queria ilustrações a cores no "livro do coelho" (expressão usada pela editora para se referir ao conto), e sugeriu passar de "quarenta e duas ilustrações para trinta e duas ... indicando quais as que seriam as eliminar". De início, Beatrix resistiu à ideia das ilustrações coloridas, mas depressa se apercebeu de que a sua teimosia era um erro. Enviou a Warne "várias ilustrações a cores, juntamente com uma cópia da sua edição particular" a qual Warne entregou ao seu ilustrador de livros infantis, L. Leslie Brooke, para uma opinião profissional, que estava muito bem impressionado com o trabalho de Beatrix. Por um acaso, a sua recomendação coincidiu com um aumento da procura do mercado de pequenos livros ilustrados.
Entretanto, Beatrix continuou a distribuir a sua edição privada à família e amigos, um dos quais o criador de Sherlock Holmes, Arthur Conan Doyle, que o adquiriu para os seus filhos. Quando as primeiras 250 cópias esgotaram, foram preparadas mais 200. Numa das novas cópias, Beatrix acrescentou uma nota que dizia que o seu coelho de estimação tinha morrido.
Beatrix chegou a um entendimento com Warne para uma publicação inicial de 5000 cópias. As negociações duraram até ao ano seguinte com um contrato finalmente assinado em Junho de 1902. Beatrix Potter estava directamente envolvida no processo de publicação da edição comercial – fazendo correcções aos desenhos quando necessário; ajustando algumas partes do texto; e corrigindo a sua pontuação. As zonas das ilustrações e dos textos foram enviadas para a gráfica de Edmund Evans, e Beatrix fez algus ajustes às primeiras impressões quando as recebeu. Lear escreve que "mesmo antes da publicação do conto em Outubro de 1902, as primeiras 8000 cópias esgotaram. No final do ano, estavam a ser impressas 28 000 de The Tale of Peter Rabbit. Em meados de 1903, foi editada a 5.ª edição a cores ... e uma 6.ª foi impressa no mesmo mês"; um ano após a primeira edição comercial, estavam a ser preparadas 56 470 cópias.

## Direitos de autor nos Estados Unidos
O escritório de Nova Iorque de Warne "não conseguiu registar os direitos de autor de The Tale of Peter Rabbit nos Estados Unidos" e cópias  não-licenciadas do livro" (das quais Beatrix não receberia royalties) começaram a surgir na Primavera de 1903. Não havia nada que se pudesse fazer para o impedir".
O grande prejuízo financeiro ... [para Beatrix  Potter] só mais tarde se tornaria evidente", mas a necessidade de proteger a sua propriedade intelectual foi um facto depois da bem-sucedida publicação de The Tale of Squirrel Nutkin (A História do Esquilo Nutkin), de 1903, quando o seu pai regressou da Burlington Arcade em Mayfair, no Natal de 1903, com um boneco em forma de esquilo que trazia uma etiqueta com o nome de Nutkin.

## Produtos comerciais

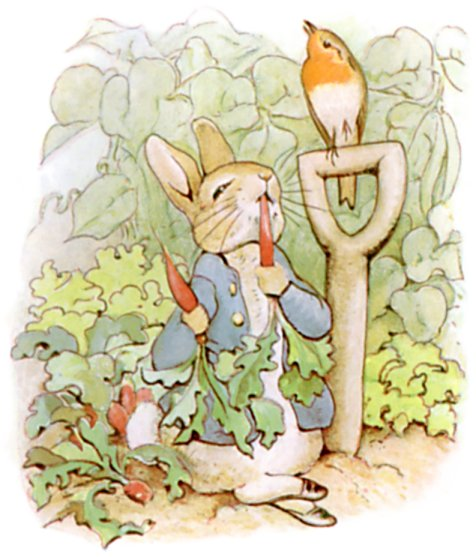
Pedro a comer os vegetais do Sr. McGregor

Beatrix Potter afirmou que um dia os seus contos seriam clássicos da literatura infantil, e parte da sua "longevidade tem origem na estratégia", escreve a biógrafa de Beatrix, Ruth MacDonald. Ela foi a primeira a explorar as possibilidades comerciais das suas história e personagens; entre 1903 e 1905, alguns dos seus produtos incluíam tum boneco de Pedro, um jogo não comercializado e papel de parede para os quartos das crianças.
Ao longos das décadas seguintes, foram várias as versões do formato e versão original do conto, tal como de outros produtos. Algumas das versões incluem "pop-ups, teatros de brincar e livros com folhas destacáveis". Em 1998, com as novas tecnologias, foram feitos "videos, cassetes, CD-ROM, programas de computador e páginas de internet", tal como Margaret Mackey descreve em The case of Peter Rabbit: changing conditions of literature for children. Margaret acrescenta que "Warne e os seus colaboradores e concorrentes produziram uma grande colecção de livros de actividades, e uma revista educacional mensal". São muitos os produtos derivados das aventuras do coelho Pedro e as "lojas de brinquedos nos Estados Unidos e no Reino Unido têm secções dedicadas exclusivamente ao tema".
Versões não autorizadas de The Tale of Peter Rabbit floresceram ao longo de décadas com produtos semelhantes ao original. Em 1916, Louise A. Field fez negócio com a popularidade das histórias do jovem coelho ao escrever livros como Peter Rabbit Goes to School ou Peter Rabbit and His Ma, com as ilustrações a mostrar Pedro vestido com o seu característico casaco azul. Num filme animado da Golden Films, The New Adventures of Peter Rabbit, "Pedro tem uns dentes salientes, pronúncia americana e uma quarta irmã, Hopsy." Em outro video "com uma nova versão da história, apresenta Pedro como um pregador cristão cantar canções acerca de Deus e Jesus."

## Crítica literária
Em Storyteller: The Classic that Heralded America's Storytelling Revival, numa discussão entre a diferença entre aquelas histórias que se prestam bem para contar e histórias que se prestam bem à leitura, Ramon Ross é da opinião que Peter Rabbit é uma história elaborada para ler. Ele acredita que Beatrix Potter criou uma boa mistura de suspense e tensão, com momentos calmos entre a acção. Ross acrescenta que o estilo de escrita—"poucas palavras; secções curtas e rápidas"—adequa-se bem a uma audiência jovem.
Lear escreve que Beatrix "criou, na realidade, uma nova forma de fábula sobre animais: uma na qual os animais Antropomorfismo antropomórficos se comportam como animais reais com verdadeiros instintos animais", e outra forma de fábula com ilustrações anatomicamente correctas, desenhadas por um artista com conhecimentos científicos. Lear acrescenta que a natureza do coelho Pedro é familiar aos amantes de coelhos "e aprovados por aqueles que o não são ... porque o seu retrato [dos coelhos] transmite uma mensagem universal sobre o comportamento dos coelhos." Ela descreve o conto como "o casamento perfeito entre a palavra e a imagem" e "um triunfo da fantasia e factos".

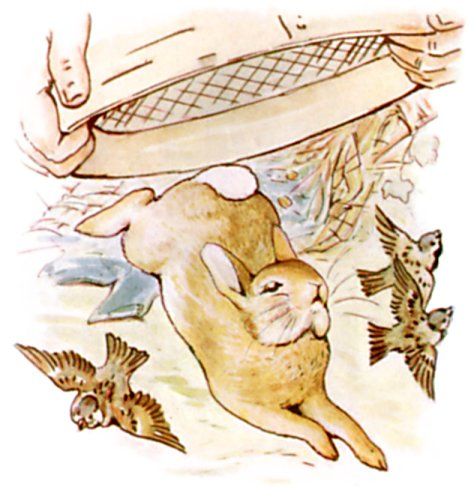
O Sr. McGregor tenta apanhar Pedro com uma peneira

Segundo Stuart Jeffries, "...as críticas psicanalíticas do seu trabalho multiplicaram-se desde a sua morte em 1943." Carole Scott escreve em Beatrix Potter's Peter Rabbit que o leitor se identifica de imediato com a rebeldia do pequeno Pedro e com a sua situação, dado que todas as ilustrações são apresentadas sob o seu ponto-de-vista, ou seja, ao nível do solo, com Pedro em grande plano, e o Sr. McGregor afastado do leitor, longe do jovem coelho. Scott explica que "Esta identificação transmite um sentimento de medo e tensão ao leitor, e interage, frequentemente, com a voz distanciada da narrativa verbal", por vezes com efeitos contraditórios. Na narrativa verbal, e na ilustração do momento em que o Sr. McGregor tenta apanhar Pedro com uma peneira de jardim, por exemplo, a narrativa mostra-nos as intenções assassinas do Sr. McGregor, enquanto que a ilustração mostra o momento de desespero, do seu ponto-de-vista, do pequeno animal, que teme pela sua vista – uma imagem reforçada pelos pássaros que levantam voo para a direita e para a esquerda.
Na ilustração que apresenta Pedro ao pé da porta fechada, a narrativa verbal descreve a cena sem a reverência evidente no episódio da peneira. A incapacidade para ultrapassar obstáculos é apresentada na narrativa verbal de forma objectiva e natural, e frase "Pedro começou a chorar" é escrita sem ironia ou segundas intenções, aproximando, deste modo, o leitor das emoções de Pedro e da sua situação. A ilustração mostra um Pedro sem roupa, em pé, junto à porta, com um pé em cima do outro, e uma lágrima a correr do seu olho. Sem as suas roupas, Pedro não é mais do que um pequeno e selvagem animal, mas as suas lágrimas, as suas emoções e a sua postura humana intensifica a identificação do leitor com ele. Aqui, a narrativa verbal e o trabalho ilustrativo, estão em harmonia, ao contrário de outras situações. Scott sugere que a história de Pedro levou muitas gerações de crianças "a desculparam os seus próprios erros, à desobediência, à transgressão de fronteiras sociais e éticas, e à afirmação da sua selvagem e imprevisível contra os limites da vida civilizada."
Frank Delaney repara numa "auto-contenção" na escrita de Beatrix Potter, talvez reflexo de uma mãe desinteressada e de uma infância solitária  passada na companhia de animais de estimação. John Bidwell, curador na Morgan Library & Museum em New York, salienta "...o humor sarcástico que faz de Beatrix Potter tão engraçada junto das crianças e adultos.”

## Adaptações
Em 1938, pouco depois do sucesso do filme Branca de Neve e os Sete Anões, Walt Disney ficou interessado em produzir um filme animado do The Tale of Peter Rabbit. No entanto, Beatrix Potter recusou ceder os direitos a Disney por causa de questões comerciais.
Em 1971, o Coelho Pedro surgiu no filme de ballet The Tales of Beatrix Potter. No final de 1991, a HBO transmitiu uma adaptação musical animada de The Tale of Peter Rabbit, narrada por Carol Burnett, como parte integrante da série de Storybook Musicals, a qual foi, mais tarde, editada em VHS pela Family Home Entertainment em 1992. Em 1993, o conto foi adaptado, de novo, para animação, pela BBC com a designação The World of Peter Rabbit and Friends, lançada em VHS e DVD. Em 2006, o Coelho Pedro foi muito referido num filme sobre Beatrix Potter intitulado Miss Potter. Em Dezembro de 2012, foi produzida uma série televisiva para crianças feita por computador chamada de Peter Rabbit, transmitida pela Nickelodeon a partir de Fevereiro de 2013.
Em Portugal, a série estreou no Canal Panda no início de Janeiro de 2016 com a designação de A História de Pedrito Coelho, e é transmitida em 3D.

## Edições em português
Em 2016 a PIM! edições lançou uma coleção com os Contos Completos de Beatrix Potter, que inclui a História do Coelho Pedro.